# Liwā' al Aghwār al Janūbīyah
Liwā' al Aghwār al Janūbīyah (arabiska: لواء الأغوار الجنوبية) är ett departement i Jordanien.   Det ligger i guvernementet Karak, i den centrala delen av landet, 100 km söder om huvudstaden Amman.